# Gaukler (Käfer)
Der Gaukler (Cybister lateralimarginalis) ist ein Käfer aus der Familie der Schwimmkäfer (Dytiscidae).

## Merkmale

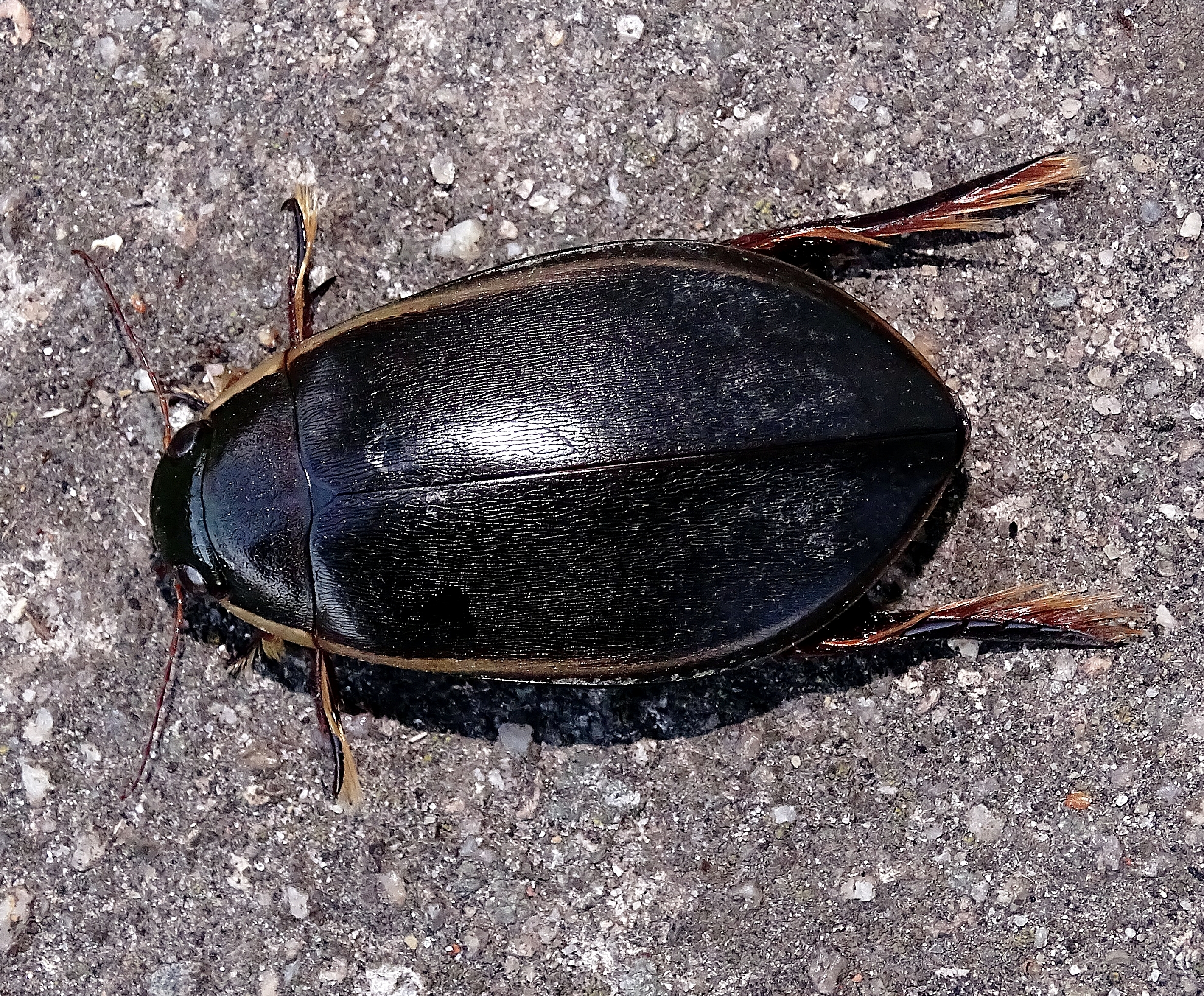
Weibchen

Die Körperlänge des Gauklers beträgt 30 bis 37 mm, was ihn zu einem größeren Vertreter der Schwimmkäfer macht. Er ähnelt sehr dem ebenfalls zu dieser Familie zählenden Gelbrandkäfer. Die Körperform des Gauklers ist allerdings breiter und flacher als die des Gelbrands, was ihn zu einem noch besseren Schwimmer macht. Seine gute Schwimmfähigkeit verdankt der Käfer auch seinen rötlichen Hinterbeinen mitsamt Schwimmborsten. Ferner befindet sich der breiteste Abschnitt des Gauklers auf dem Abdomen nicht direkt in der Mitte, sondern etwas hinter dem Zentrum des Käfers. Lediglich die Flanken des Thorax sind gelb gerandet. Der Kopf und der Rest des Körpers gehen nahtlos ineinander über. Im Gegensatz zu anderen Schwimmkäfern verfügt der Gaukler über einen gut entwickelten Pilzkörper. Wie bei einigen anderen Schwimmkäfern existiert auch beim Gaukler ein Geschlechtsdimorphismus, der vor allem die Deckflügel beider Geschlechter auszeichnet. Diese sind beim Männchen überwiegend glatt, beim Weibchens fein gekörnt. Die bis zu 80 mm lange Larve hat im Vergleich zur Larve des Gelbrandkäfers einen schmaleren Körper und einen deutlich kleineren Kopf.

## Vorkommen
Der Gaukler ist flächendeckend in Europa, Nordafrika und Asien verbreitet. Sein bevorzugter Lebensraum sind saubere und pflanzenreiche Gewässer, etwa Seen oder Weiher. Aufgrund dessen ist der Bestand der Art stark zurückgegangen.

## Lebensweise

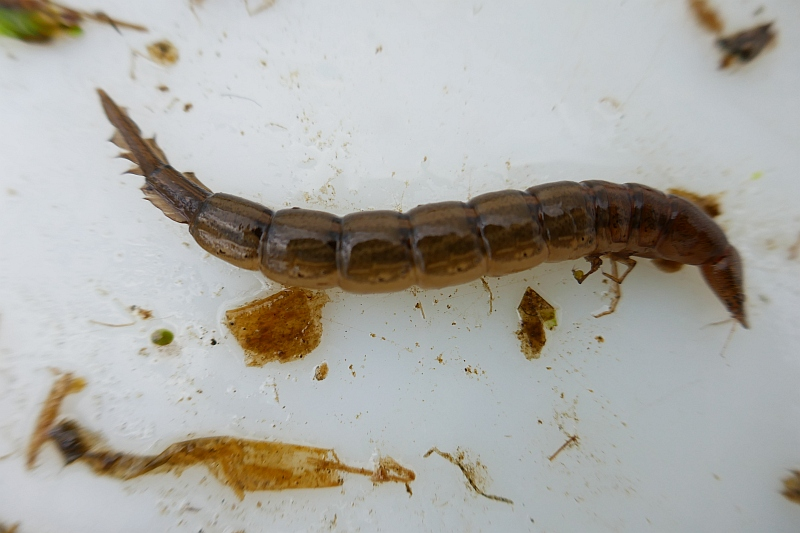
Larve des Gauklers

Der Gaukler hält sich wie andere Schwimmkäfer überwiegend unter Wasser auf, kann sich aber auch an Land fortbewegen und mithilfe seiner Flugfähigkeit neue Lebensräume erschließen. Ebenso ernähren sich auch Larven und Imagines des Gauklers räuberisch. Die Hauptnahrung bilden Schnecken und Kaulquappen. Die Larve kann anders als die ausgewachsenen Käfer schlecht schwimmen und hält sich deshalb überwiegend an Wasserpflanzen auf. Sie saugt gefangene Beutetiere aus und halten sich zum Luftholen an Wasserpflanzen fest. Die Imagines müssen auftauchen, um ihre unter den Deckflügeln gelagerten Luftvorräte zu erneuern.

## Galerie

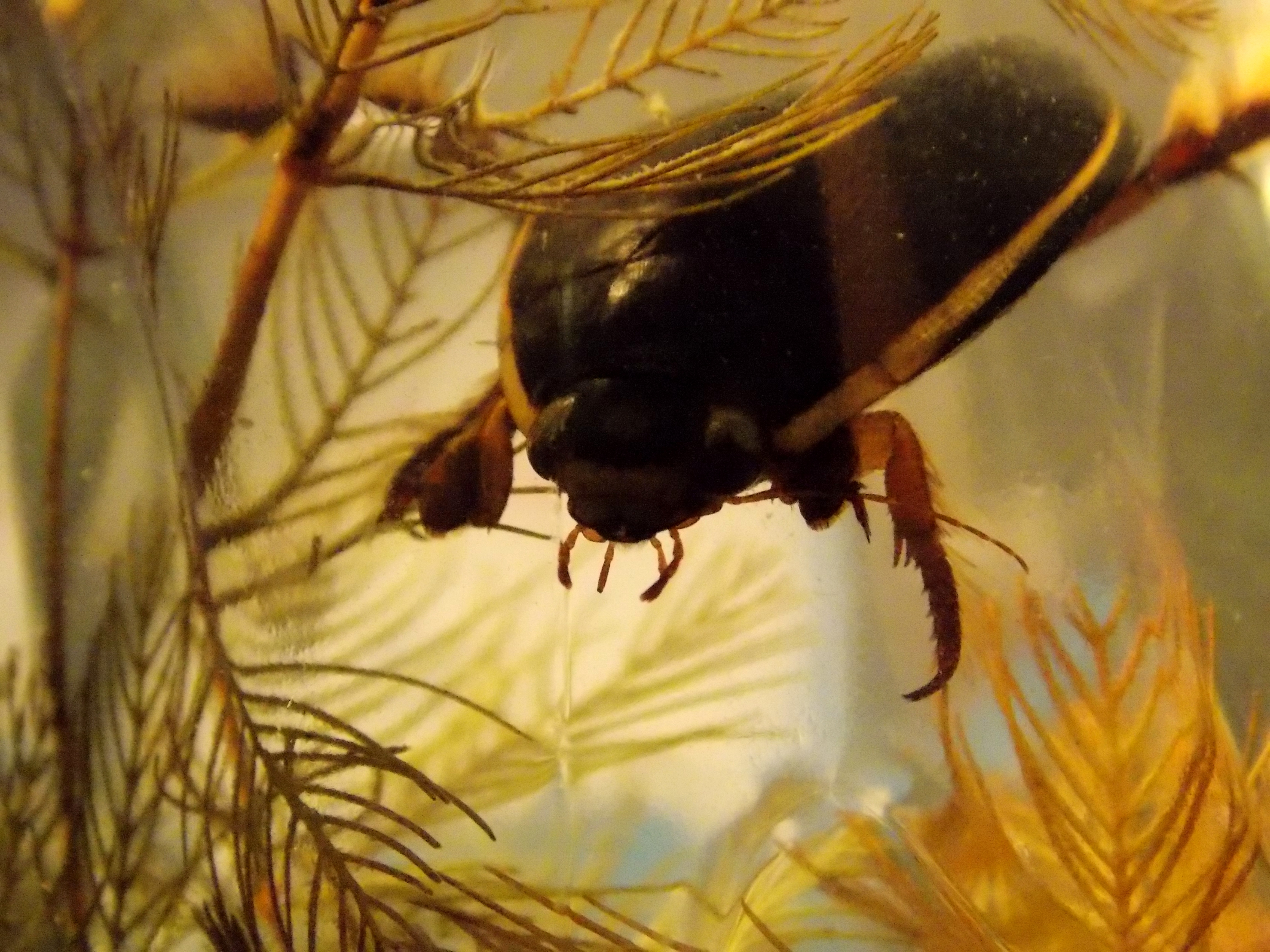
Frontalansicht eines schwimmenden Gauklers
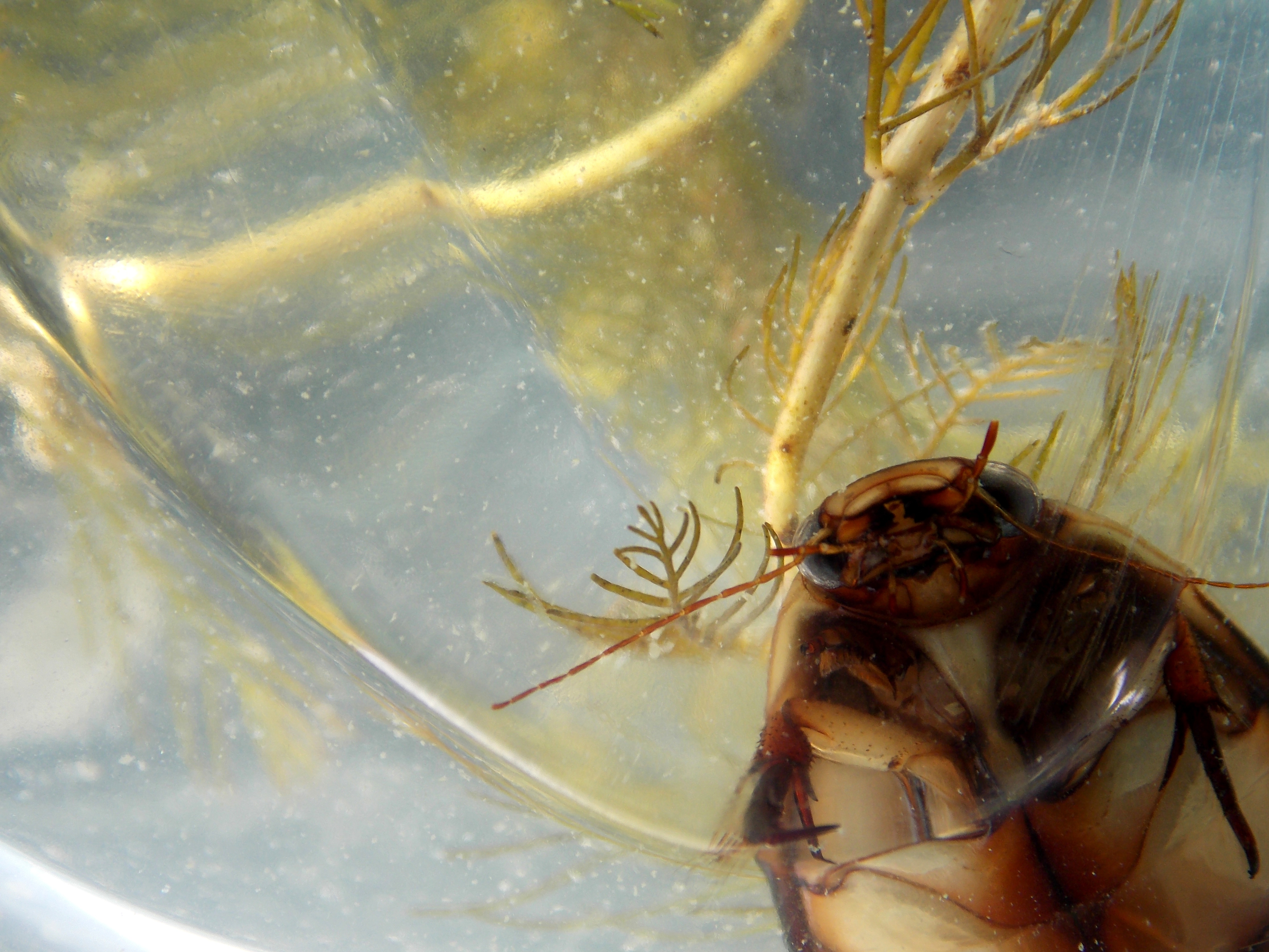
Unteransicht eines schwimmenden Gauklers
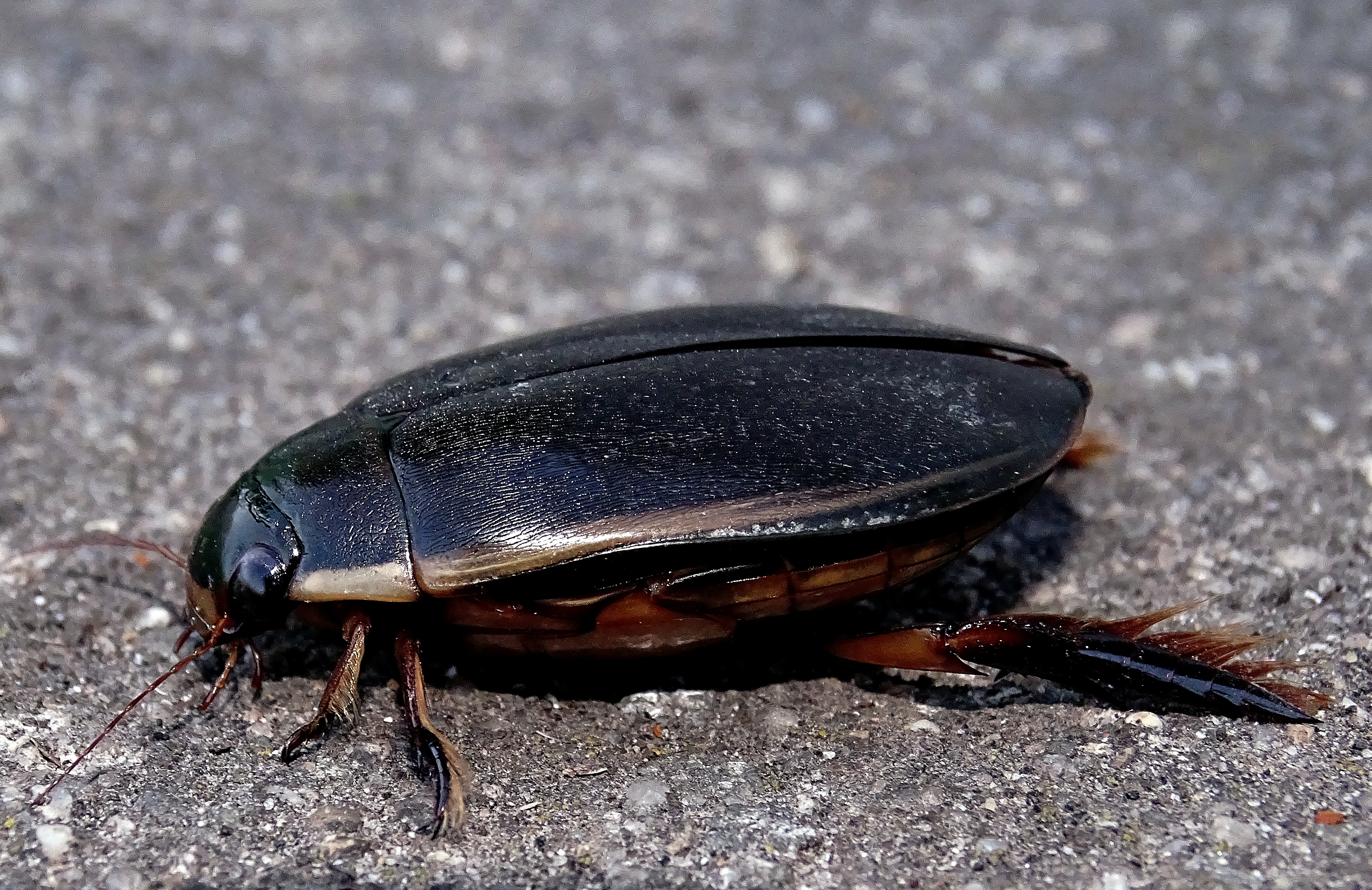
Lateralsicht eines Weibchens an Land
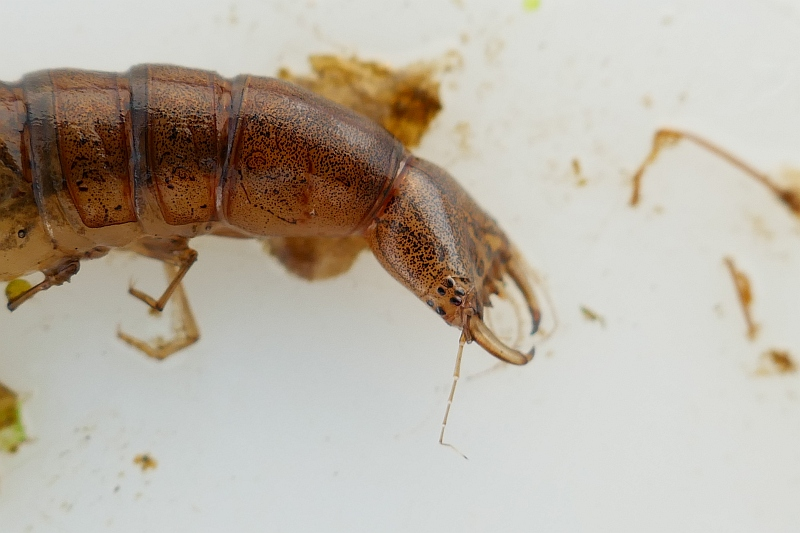
Kopfdetail einer Larve